# Santana (Madera)
Santana – gmina (port. concelho) i miasto (port. cidade) w Portugalii, w Regionie Autonomicznym Madera, zlokalizowana we wschodniej części wyspy Madera, nad Oceanem Atlantyckim. Według danych na 2011 r. gmina liczyła 7719 mieszkańców. Prawa miejskie otrzymała w 2000 r. Miasto znane jest z kolorowych domków rybackich.

## Sołectwa
W skład gminy wchodzi 6 sołectw (ludność w 2011 r.)
- Arco de São Jorge – 413 osób
- Faial – 1567 osób
- Santana – 3275 osób
- São Jorge – 1473 osoby
- São Roque do Faial – 736 osób
- Ilha – 255 osób